# Gérard Delafosse
Pour les articles homonymes, voir Delafosse.
Gérard Delafosse, né le 25 novembre 1952 à Vincennes, est un peintre et un dessinateur français. Il réalise sa peinture le plus souvent, sur verre.
Depuis 2010, il vit et travaille à Orbec, dans le Calvados.

## Parcours
Né le 25 novembre 1952 à Vincennes, Gérard Delafosse se consacre à la peinture à partir de 1976. La particularité de son œuvre est d’utiliser le verre comme matériau de prédilection. S’il a réalisé des pièces monumentales, situées entre la sculpture et l’installation, sa pratique reste essentiellement et résolument picturale. Il réalise quotidiennement des peintures sur papier.
Depuis 1990, la galerie Slotine, au Havre, puis à partir de 1994, la galerie Lélia-Mordoch, à Paris, présentent son travail et exposent régulièrement son œuvre. Ses œuvres sont présentes dans les collections publiques et privées en France et à l’étranger.
La série de peintures sur papier L’Élevage de monstres commence en 2003.
En 2009, il expose au musée Stéphane-Mallarmé des compositions en verre réalisées autour du texte Igitur.
Depuis 2009, il réalise l’édition du Catalogue déraisonnable dans lequel l’artiste réunit l’ensemble de sa production, remise à jour chaque année.

## Verre
Gérard Delafosse a d’abord réalisé des œuvres sur toile ainsi que des installations. Lors de ses études à l’École supérieure nationale des arts appliqués et des métiers d’art, à Paris, il suit, entre autres, les cours de Jean-André Cante avec qui il découvre les résines polyester. Découverte qui le conduira, au début des années quatre-vingt, à choisir et utiliser le verre, le point commun entre ces matériaux étant leur transparence. Toutefois, il réalise également des œuvres sur bois, souvent de grand format. Cette dialectique entre transparence et opacité  caractérise la démarche de l’artiste qui déclare : « Le réel est la partie légèrement opaque ou visible de l’infini. » Ainsi que la revue Art Press en témoigne : « Gérard Delafosse conduit son projet avec rigueur : peindre pour une idée de la peinture mais sur un support inhabituel, verre et acier. »

### Esthétique de la transparence
La transparence du verre intéresse l’artiste dans son rapport à l’architecture : « Pendant des dizaines d’années, j’ai fait des tableaux qui n’étaient pas fermés, dont la surface apparaissait comme un calque par rapport au mur qui participait ainsi à l’œuvre. Cela impliquait certaines exigences, telle qu’un mur blanc ». Le verre est un support qui « disparaît » dit encore l'artiste et la disparition l’intéresse, sa première exposition à la galerie Lélia-Mordoch s’intitulait Oubli stratégique.
Dans son essai sur Gérard Delafosse, publié dans la revue Lisières, Laurent Brunet remarque que le verre « permet des combinaisons incomparablement plus complexes qu'un support opaque. En effet, l'artiste intervient tantôt sur le support, tantôt dessous. »

### Esthétique de la fragilité
Le choix de ce matériau repose sur sa qualité première : la fragilité. Si, selon Didier Nick, la fragilité du matériau implique une conception du temps : « Le verre, ici, est réellement fragile et son emploi induit la notion de l’éphémère. », elle renvoie aussi à une dimension psychologique selon Carole Andréani : « L'expérience de l'inquiétude et de la fragilité est au cœur de la peinture de Gérard Delafosse. »

### Esthétique de la lumière
Carole Andréani précise les enjeux du choix de ce matériau : « Au lieu de toile, ou de tout autre support opaque, Gérard Delafosse a choisi le verre pour intégrer la lumière et la transparence au cœur même de sa peinture. »  Transparence, fragilité, le verre est aussi jeu sur la lumière et jeu de la lumière.

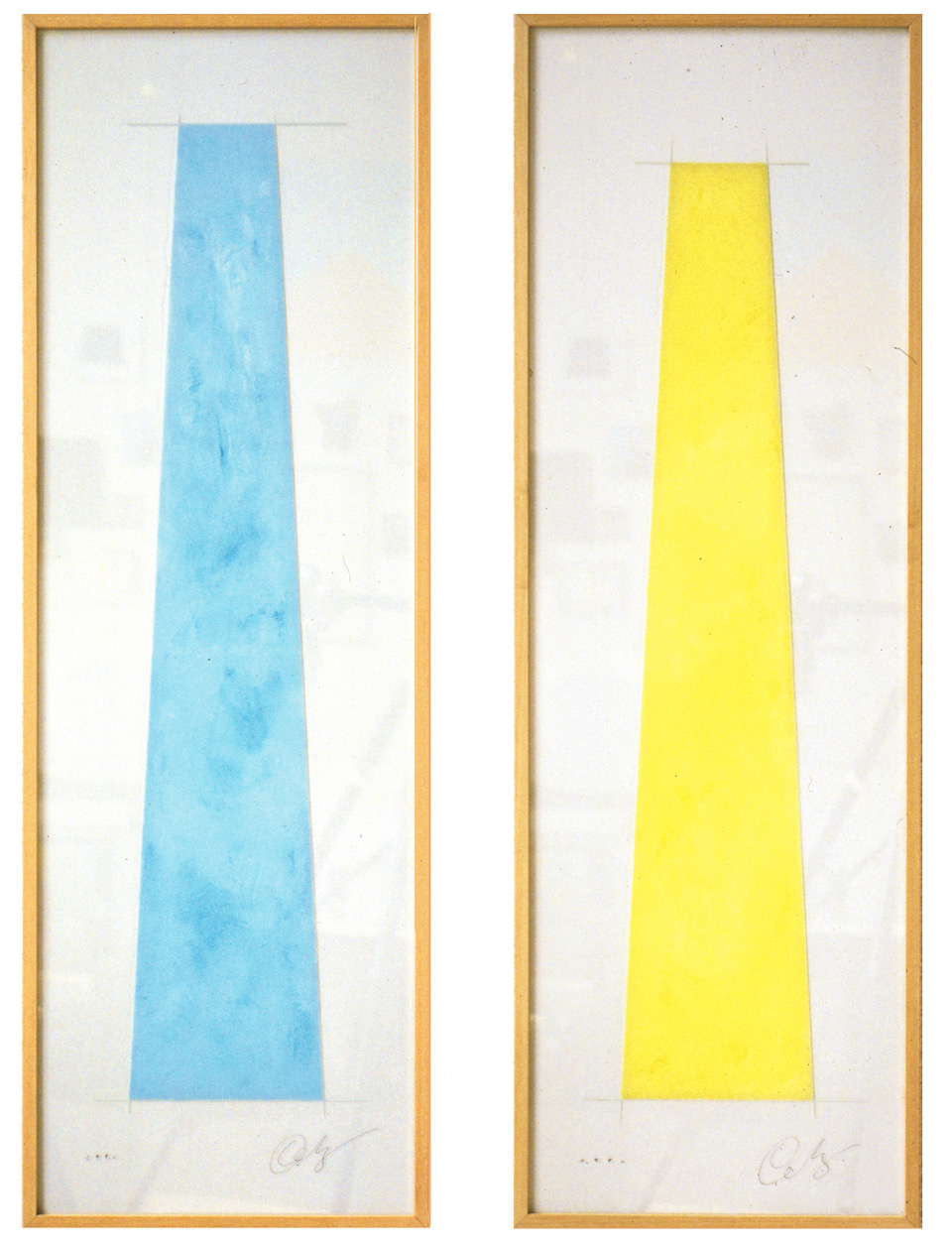
Le Roi, la Reine, 122 cm x 42 cm (chaque) acrylique / verre / vernis / crayon gras / cadre — Mars 1990.

## Dessin
Gérard Delafosse utilise principalement des supports en verre et plus rarement sur bois. Il réalise également des peintures sur papier. La peinture de l'artiste n'appartient pas à la peinture dite gestuelle, ainsi que l'écrit Claude Engelbach : « Le dessin / dessein n'est plus affaire de main, il y a là une sorte de refus du geste, de ce qu'il implique d'un peu terroriste d'humeur et d'élan, comme une retenue qui montre combien aujourd'hui pour un peintre la nature de l'intervention manuelle a changé et comment l'apparente froideur du « constructeur » canalise sans l'éteindre la passion sensible » Ainsi que le note Pierre Rappo, ce refus du geste se redouble d'un autre refus, celui d'une peinture conceptuelle.

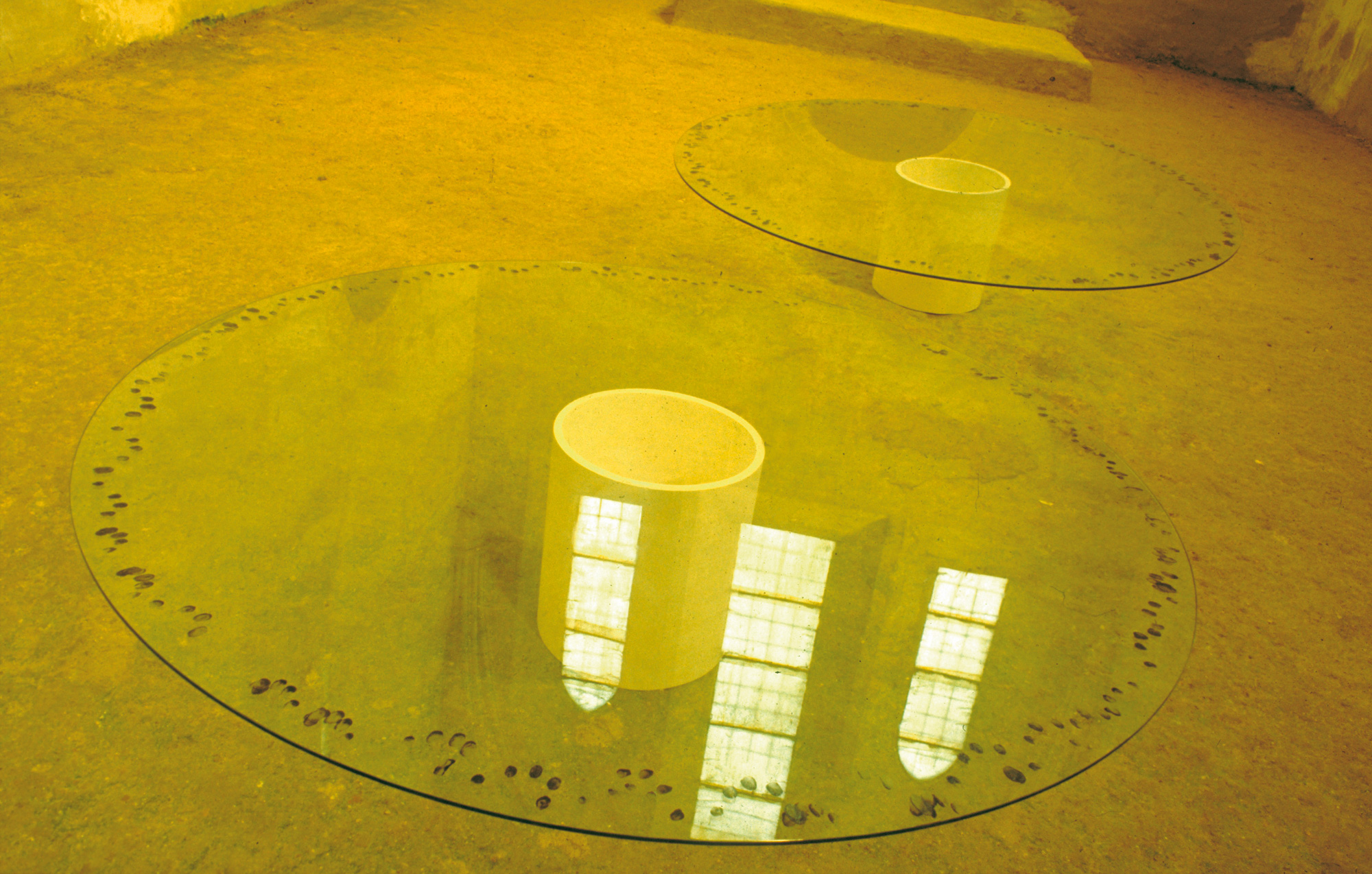
L'énigme des Pauvres, 27 mars 1993.
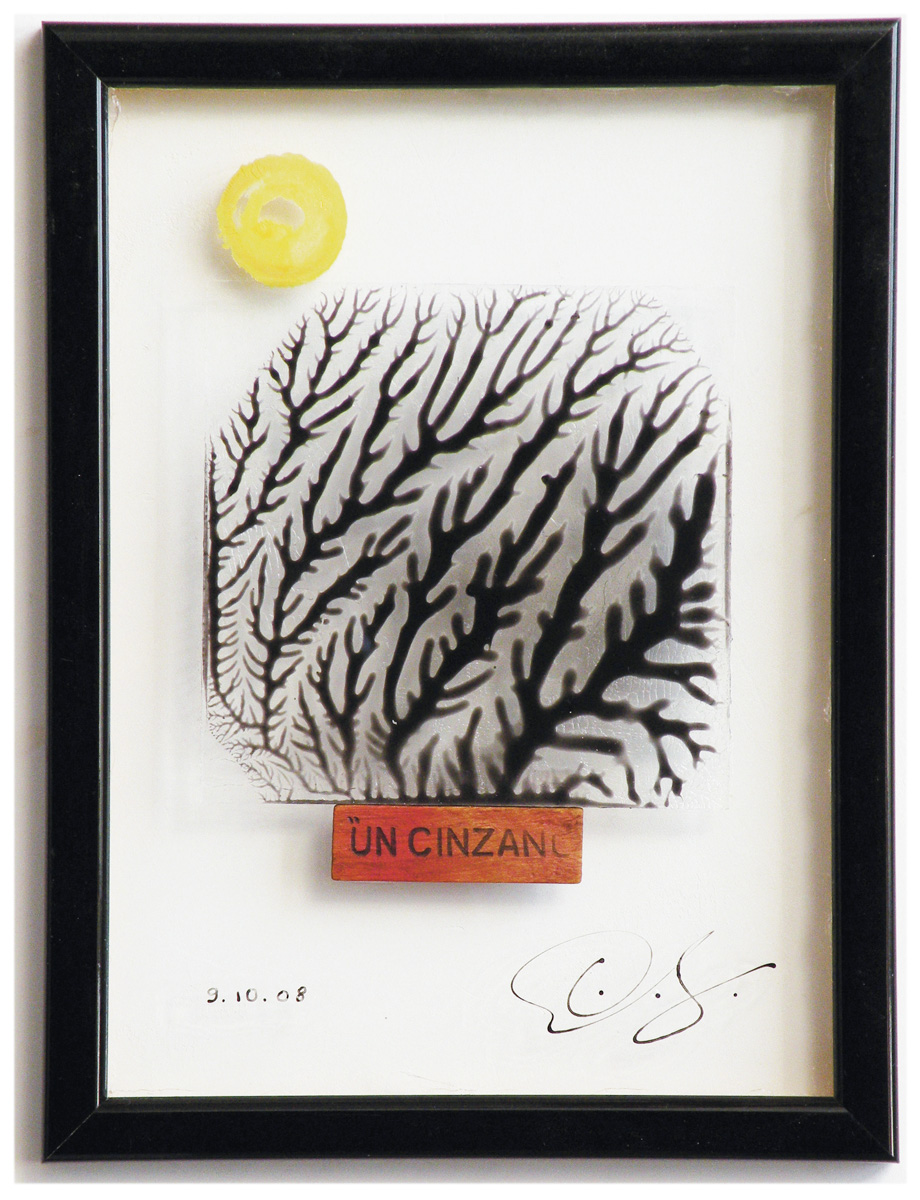
Un cinzanc, 24 cm x 18 cm Acrylique / Verre / Vernis / Cadre — 9 octobre 2008.
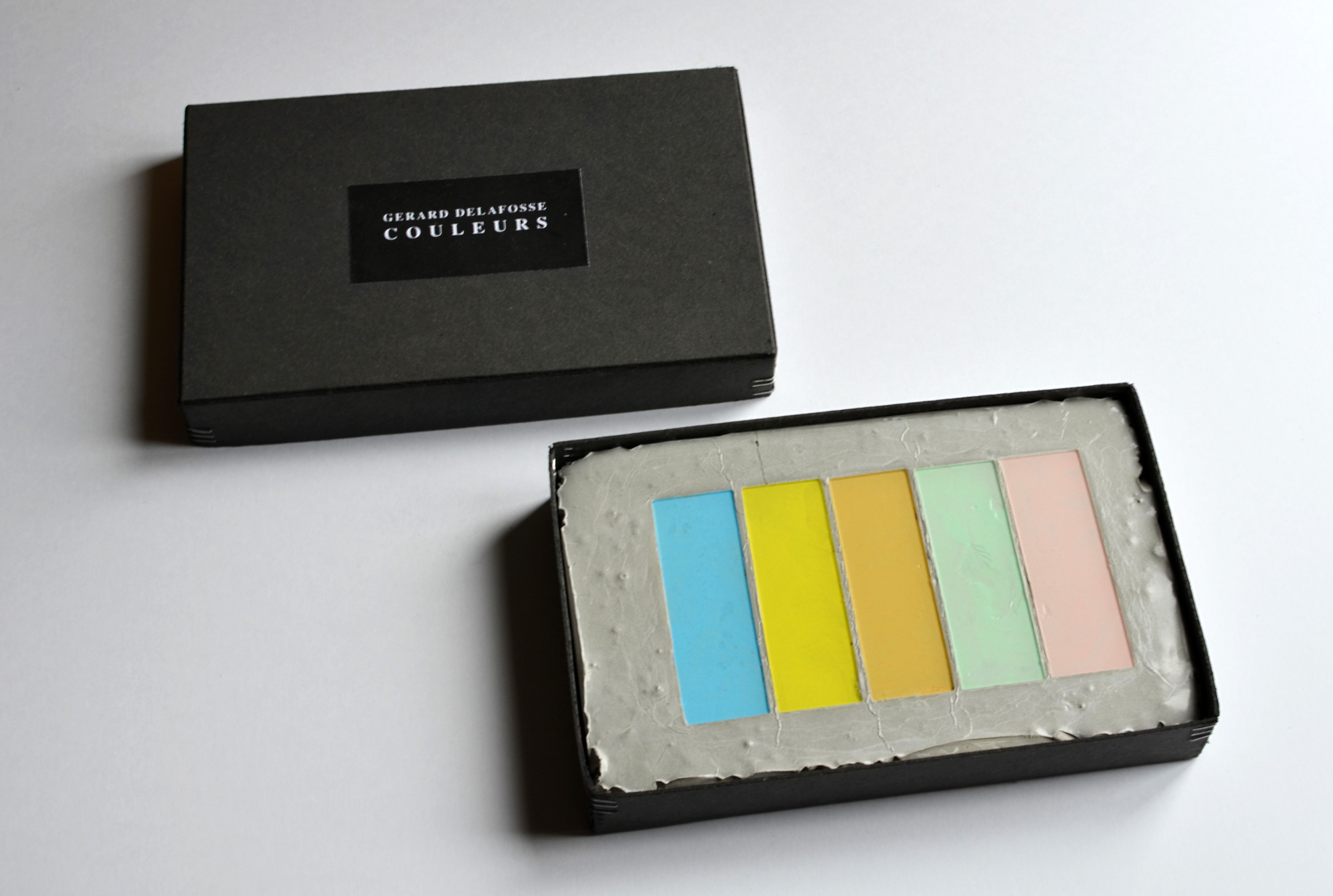
Couleurs, 1998.
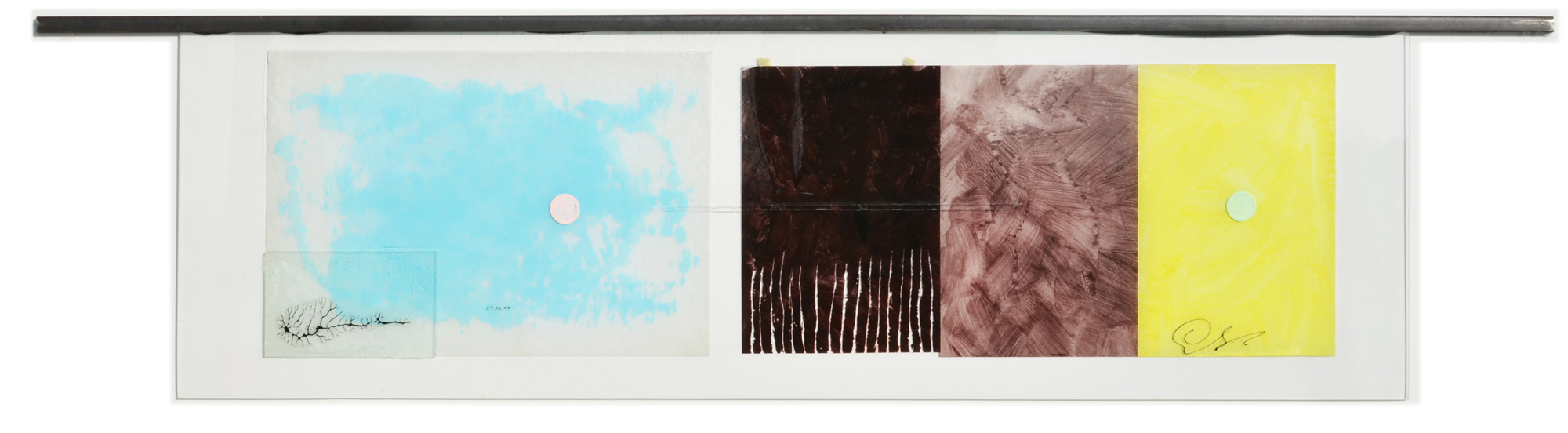
Chambre, tableau sur verre.
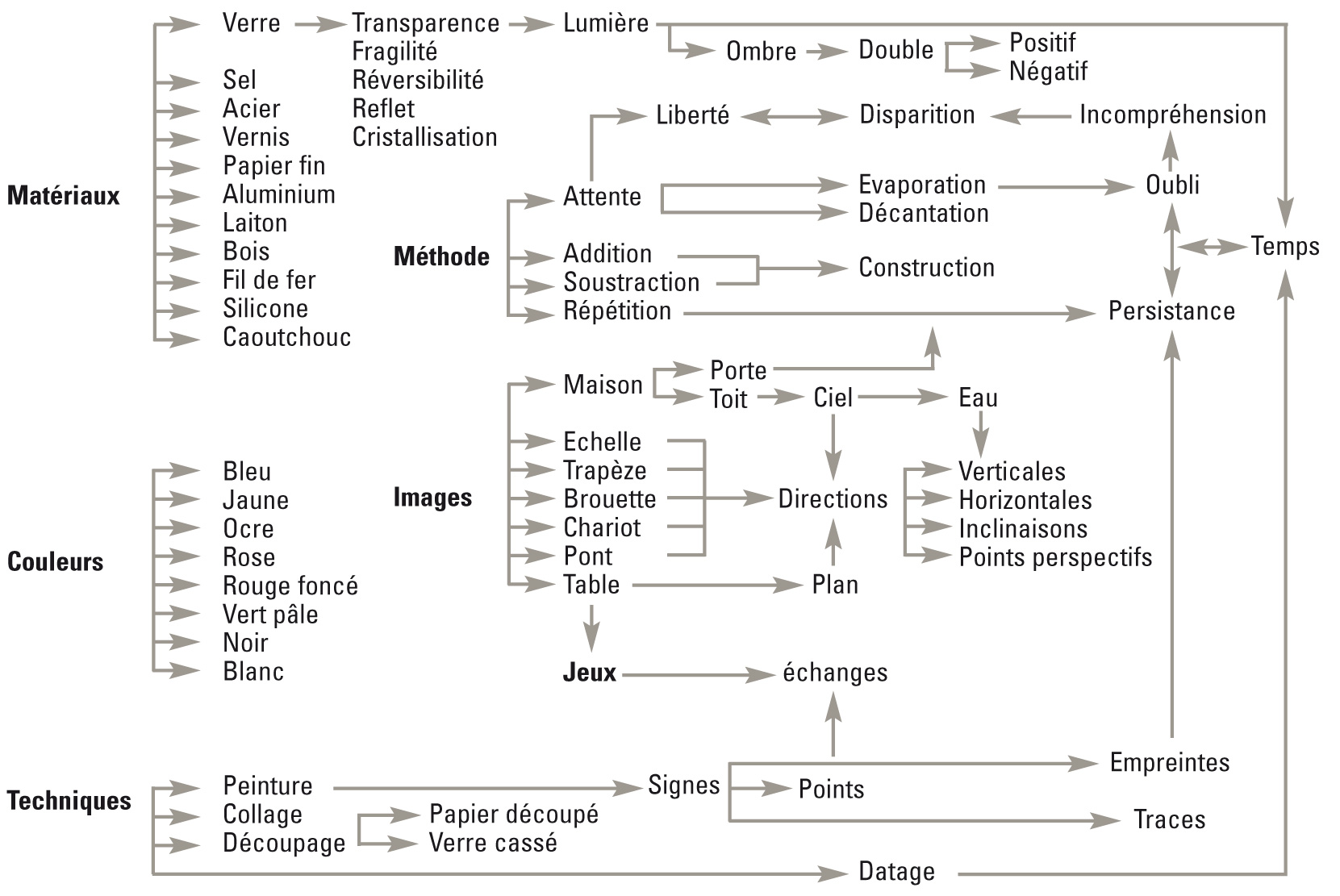
Schéma —2000.

## Collections publiques
- 1984 - FRAC Picardie
- 1991 - France-Télécom
- 2002 - Musée de la carte à jouer Issy-les-Moulineaux
- 2002 - Musée de Sars-Poteries / MusVerre
- 2004 - Musée Monart d'Ashdod Israel
- 2012 - Musée du verre de Conches-en-Ouche

## Publications
- 1985 Le Verre en France d'Émile Gallé à nos jours, éditions de l'Amateur, Jeanine Bloch-Dermant, p. 313 et 314
- Trajectoires 1991, catalogue galerie HD Nick p. 26 et 53
- 1991 Verre l'avenir, catalogue exposition (18 avril - 6 mai), région Languedoc-Roussillon, p. 18
- 1993 Art du verre contemporain, Catherine Vaudour, éditions Armand Colin
- 1994 L'Art et le Feu, catalogue exposition (1er au 30 octobre)
- 1996 Passeurs de Lumière, catalogue exposition Halle Saint-Pierre, Paris, Jacques Jouet, p. 94 à 97
- 1998 Encadrements d'artistes, Gérard Raurich et Françoise Coffrant p. 80, éditions Fleurus
- 2000 Transparence, catalogue exposition Palais Palffy, Bratislava (septembre-octobre)
- 2001 Catalogue Gérard Delafosse, édition galerie Lélia Mordoch
- La revue de la céramique et du verre no 120 (septembre-octobre) Carole Andréani, p. 53
- Verre et Création no 23 (juin) Colette Save, p. 2
- 2010 Gérard Delafosse Continuité de la peinture Entretien avec Laurent Brunet, Revue Lisières no 25, publiée avec le soutien de Frédérick van Gaver du Groupe ESA, Paris. 1200 ex.
- 2011 Catalogue Gérard Delafosse - Fabienne Picaud. Tanneries du Pays de Conches / Musée du verre de Conches-en-Ouche
- L'art dans le Ruisseau 11200 Conilhac-Corbières
- 2012 Catalogue exposition Bleu - Musée du verre de Conches-en-Ouche
- 2016 Catalogue Musverre Au fil du verre Musée du verre de Sars-Poteries

## Filmographie et radio
- 1987 - Entretien réalisé lors de l’émission Peintres et Ateliers de Michel Chapuis, France Culture
- 2001 - France 2, Thé ou Café
- 2005 - Le peintre Gérard Delafosse lie l'éternel au temporel pour dire « Tout est possible » à la galerie Lélia Mordoch 50, rue Mazarine à Paris 75006, réalisation Maria Koleva